# 예멘 요리

살타 (음식)

예멘 요리(Yemen 料理, 아랍어: مطبخ يمني 마트바크 야마니이[*])는 서남아시아에 있는 예멘의 요리이다. 대체적으로 알려진 중동의 요리와는 아주 다른 편이다. 지역 별로도 차이가 조금씩 난다.

## 재료

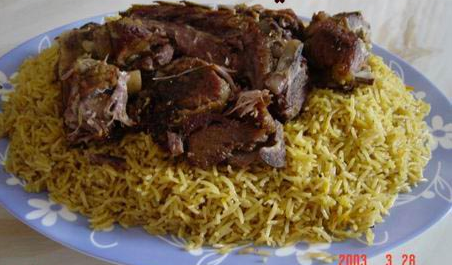
만디

소고기가 비싸기 때문에 양고기나 닭고기를 많이 소비한다. 생선은 해안 지방에서 많이 쓰는 음식 재료이다.
치즈나 버터와 기타 유제품의 소비는 전반적으로 예멘 사람들이 먹는 식단에 없다. 하지만 우락유(버터밀크)는 구할 수 있는 마을이라면 매일 빠지지 않고 마신다. 야채 기름이 기름 종류에서는 가장 많이 쓰이고 허브의 한 종류인 세이보리(savory)로 만드는 음식 종류도 여러 개가 있다고 한다.

## 살타
살타(아랍어: سلطة ; Saltah)는 예멘 사람들이 가장 좋아하는 국민 요리이다. 튀르키예에서 유래한 갈색 빛의 고기 스프에 기초하는데 쌀과 토마토, 으깬 달걀, 야채를 곁들여서 만든다고 한다. 얇은 빵에 찍어 먹고 큰 냄비에 스프를 내오면 빵을 스프에 찍어서 먹는다.

## 빵

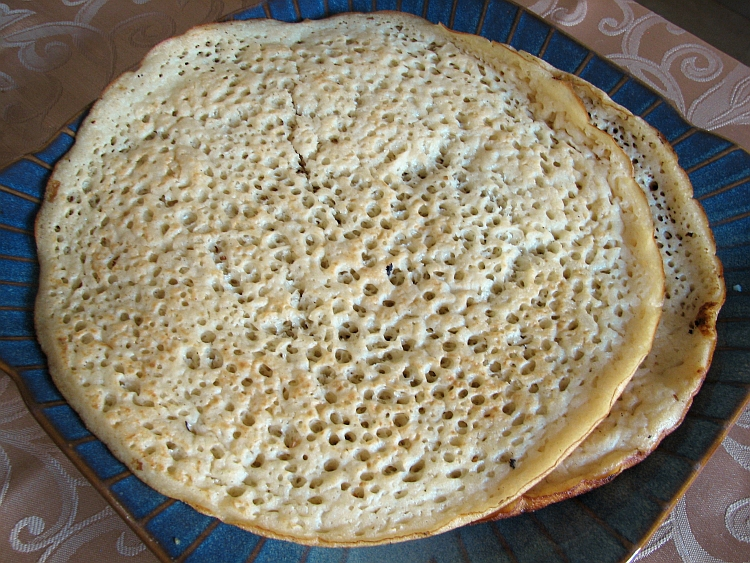
라호흐

예멘에는 아주 많은 빵의 종류가 있는데 대개는 집에서 구워 먹는다. 타와, 타메즈, 말루가, 카데르, 파테르, 쿠담, 라슈쉬, 오샬 등이 있다. 프랑스 식의 빵처럼 만든 로티(roti)도 많이 먹는다.

## 음료

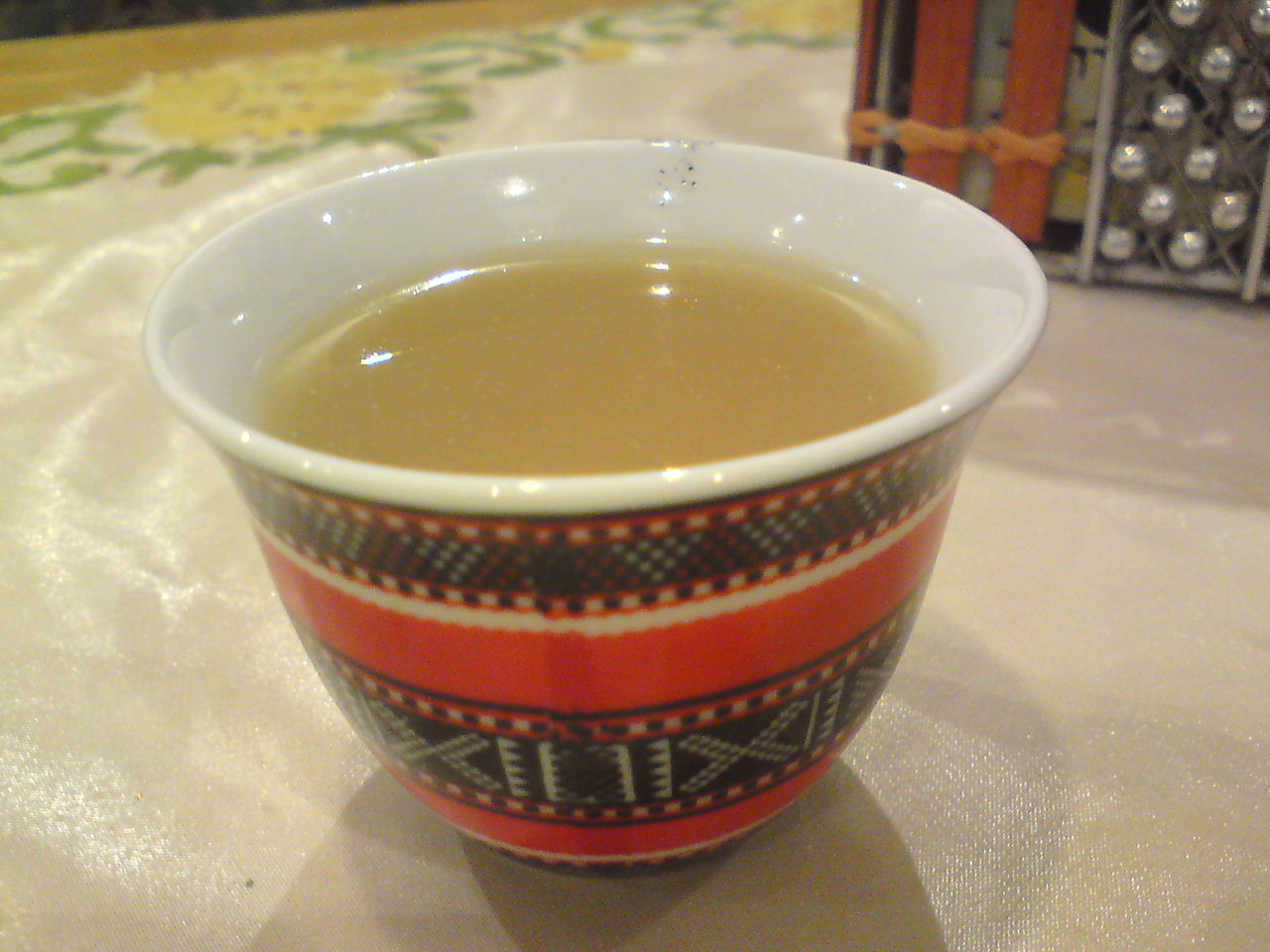

밀크티나 홍차, 커피 등을 자주 마시고 전통차도 많이 있다. 커피 껍질을 말려 먹는 키슈르, 카르카딘 꽃을 말려서 먹는 카르카딘 차를 비롯해 많은 종류가 있다.
커피가 널리 재배되기 때문에 커피를 마시는 일은 아주 흔하지만 홍차는 기호품이다. 차는 아침, 점심, 저녁에 곁들여지고 점심 때는 식후에 과자나 후식과 함께 먹는다. 카라다몸이나 민트와 함께 마시기도 한다.

## 같이 보기
- 아랍 요리
- 중동 요리